# Juvénal Habyarimana
Juvénal Habyarimana (Guissenhi, 8 de março de 1937 – Quigali, 6 de abril de 1994) foi o terceiro presidente da República de Ruanda, cargo que ocupou menos tempo do que Paul Kagame. Durante seu mandato de 20 anos, favoreceu o seu próprio grupo étnico, os hútus, e apoiou a maioria hútu no vizinho Burundi contra o governo tútsi. Ele foi apelidado de "Kinani", uma palavra quiniaruanda que significa "invencível".
Habyarimana foi descrito pelos críticos como um ditador, que citam o fato de ser reeleito por unanimidade, com 98,99% dos votos em 24 de dezembro de 1978, 99,97% dos votos em 19 de dezembro de 1983, e 99,98% dos votos em 19 de dezembro de 1988. Durante o seu governo, Ruanda tornou-se um Estado totalitário em que os dirigentes do partido tendido à extrema-direita chamado Movimento Republicano Nacional por Democracia e Desenvolvimento exigiam que as pessoas cantassem e dançassem em bajulação ao presidente em concursos de massas de "animação" política. Embora no país, em geral, a pobreza cresceu um pouco menos durante o mandato de Habyarimana, a grande maioria dos ruandeses permaneceu em situação de extrema pobreza.
Em 6 de abril de 1994, ele foi morto quando seu avião, transportando também o presidente do Burundi, Cyprien Ntaryamira, foi derrubado perto do Aeroporto Internacional de Quigali. Seu assassinato inflamou as tensões étnicas na região e ajudou a desencadear o genocídio de Ruanda.